# Карма (филм)
Карма је индијски филм из 1986. године, снимљен у режији Сухаша Гаја.

## Радња
Рана Вишва Пратап Сингх је бивши полицајац високог ранга, који ради у затвору, где успешно врши рехабилитацију криминалаца. Једног дана га обавештавају да је Лекар Данг, шеф једне велике терористичке организације, ухапшен и да ће бити тајно смештен у овај затвор због своје удаљене локације.

## Улоге
| Глумац        | Улога                               |
| ------------- | ----------------------------------- |
| Дилип Кумар   | Рана Вишва Пратап Синг / Дада Такур |
| Нутан         | Рукмани Синг                        |
| Насирудин Шах | Хајрудин Чишти                      |
| Анил Капур    | Џони / Гајанешвар                   |
| Џеки Шроф     | Бајџу Такур                         |
| Дара Синг     | Џарма                               |
| Пунам Дилон   | Тулси                               |
| Шридеви       | Радха                               |
| Анупам Кер    | Лекар. Мајкл Данг                   |
| Шакти Капур   | Џага / Џоли                         |
| Том Алтер     | Рексон                              |
| Маник Ирани   | Гун                                 |
| Бинду         | Чачи                                |